# Spiritualen

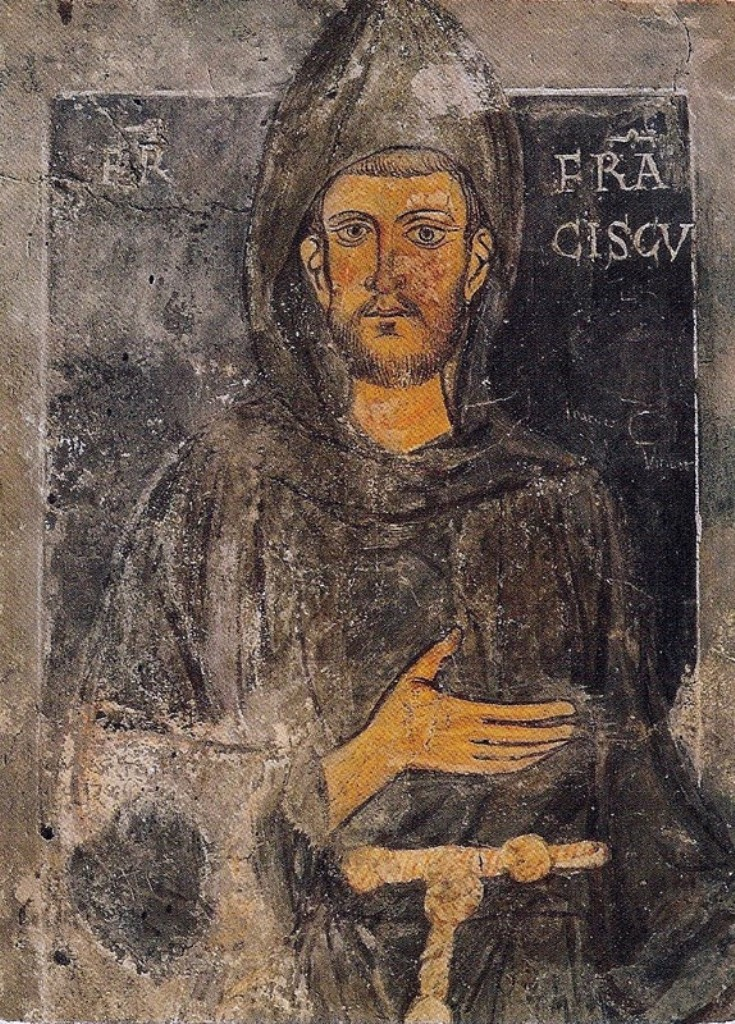
Das älteste, noch zu Lebzeiten entstandene Bild des Franz von Assisi, ein Wandgemälde in Sacro Speco in Subiaco.

Spiritualen (von lateinisch spiritualis ‚geistlich‘) ist ein Oberbegriff für verschiedene Gruppierungen im mittelalterlichen Franziskanerorden. Diese standen durch ihre strenge Beachtung der ursprünglichen franziskanischen Ordensregel im Verlauf des 13. Jahrhunderts bis hinein in die erste Hälfte des 14. Jahrhunderts in Opposition zur Mehrheit im Orden. Die Auseinandersetzung zwischen beiden Parteien wird als Armutsstreit bezeichnet und wurde von beiden Seiten teilweise sehr erbittert geführt.
Im Jahr 1317 wurde die Lehre der Spiritualen durch Papst Johannes XXII. generell zur Häresie erklärt. Die Spiritualen integrierten sich daraufhin als Reformpartei in den Orden oder bildeten eigene Abspaltungen (Bsp. Fratizellen) außerhalb des Ordens, die als Häretiker den Verfolgungen durch die Inquisition ausgesetzt waren.

## Begriff und Ursprung
Der Begriff spiritual wird in den Quellen ab dem 13. Jahrhundert häufiger verwendet.
Dieser Begriff geht ursprünglich auf Texte aus der Zeit der Urkirche im Neuen Testament (1 Kor 2,14 ; Gal 6,1 ) zurück. Hiernach galten tief religiöse und asketische Männer als Spiritualen. Bei den Franziskanern taucht der Begriff erstmals an einer Stelle in der franziskanischen Ordensregel von 1223 auf. Hierin heißt es: „Wo immer Brüder sind, die wüßten und erkennten, daß sie die Regel geistigerweise nicht halten können, so sollen und können sie zu ihren Ministern Zuflucht nehmen.“
Mit Beginn des 13. Jahrhunderts entstanden vielfach neue Häresien, die sich auf ein geistiges Verständnis der Heiligen Schrift beriefen und „geistliche Armut“ in den Mittelpunkt stellten. Hier ist die Trinitätslehre des Joachim von Fiore hervorzuheben, welche auf dem Laterankonzil von 1215 mit anderen Schriften als Irrlehre verurteilt wurde. Die Lehre Joachims hatte auf die Franziskaner-Spiritualen einen tiefen Einfluss. Einzelne Autoren gehen hierbei so weit, zu sagen, dass der spirituale Armutsfanatismus lediglich ein Deckmantel für die joachimitischen Schwärmereien der Spiritualen war.
Die Spiritualen wurden größtenteils vom einfachen Volk und den Laien der Drittordensregel ehrfurchtsvoll als solche bezeichnet. Ein Selbstzeugnis der Franziskaner-Spiritualen aus dem Jahr 1316 zeigt aber auf, dass die Brüder sich nicht als Spiritualen bezeichnet wissen wollten, sondern vielmehr als „Minderbrüder“ (lat. fratres minores), die von Franziskus selbst gebrauchte Bezeichnung.
Das Entstehen der Spiritualen lässt sich zeitlich nicht genau datieren. Es hängt aber ursächlich mit dem Streit um das vom Ordensgründer Franziskus hinterlassene Armutsideal zusammen. Der heilige Franziskus wollte einen Orden nach dem Vorbild der Aussendungsrede des Matthäus-Evangeliums (Mt 10 ). Er trachtete danach, sowohl auf das persönliche als auch auf das Eigentum der Gemeinschaft zu verzichten. Seine Anhänger sollten entbehrungsreiche Armut mit seelsorgerischer Tätigkeit vereinbaren. Dies stand aber in Widerspruch zu den Anforderungen an einen Mönchsorden mit städtischen Konventen und Universitätsstudien. Das Papsttum unterstützte die Franziskaner von Anfang an und versuchte den rasch wachsenden Orden mit Privilegien und Interpretationen der Ordensregel in seiner Entwicklung zu fördern. Speziell in Mittelitalien gab es aber Brüder, die sich dieser Entwicklung widersetzten und die ursprüngliche Ordensregel und das Testament des hl. Franziskus streng befolgen wollten. Diese Brüder zogen sich aus Opposition in eigene Einsiedeleien zurück und gaben die eigentlichen Ideale des Ordensstifters in Form mündlicher Überlieferung weiter. Von diesen Brüdern wurden auch spätere Spiritualenführer wie Angelus Clarenus und Ubertino di Casale inspiriert.

## Die Spiritualen im Franziskanerorden
Gemeinsam war allen Spiritualen im Franziskanerorden die strenge Beachtung der ursprünglichen Ordensregel und des Testaments des heiligen Franziskus vor allem in Bezug auf das franziskanische Armutsideal. Die franziskanische Ordensregel hatte für die Spiritualen den gleichen Stellenwert wie die Evangelien. Daher leisteten sie Widerstand gegen jede Interpretation der Ordensregel durch das Papsttum, welche den Zweck hatte, die ursprüngliche Form aufzuweichen.
Die Spiritualen wurden außerdem stark durch die Trinitätslehre des Joachim von Fiore beeinflusst. Diese basierte auf der heiligen Dreifaltigkeit von Vater, Sohn und heiligem Geist. Joachim beschrieb hierin das Zeitalter des Vaters als Zeit des Alten Testaments und der Synagoge, welches vom Zeitalter des Sohnes von Jesus und der Kirche abgelöst wurde. Auf diese Zeitalter prophezeite Joachim ein Zeitalter des heiligen Geistes, welches mönchisch geprägt sein sollte. Den Auftakt zu diesem Zeitalter sollte ein neuartiger Mönchsorden bilden. Es ist naheliegend, dass es für viele Franziskaner eine verlockende Vorstellung war, hierin ihren eigenen Orden zu erkennen. So fasste der Franziskaner Gherardo von Borgo San Donnimo im Jahr 1254 die Hauptschriften Joachims grob als „Evangelium aeternum“ zusammen und versah diese mit einer Einleitung, wonach das Geistzeitalter im Jahr 1260 beginnen sollte. Diese Schrift führte zu einer generellen Anfeindung der Lehren Joachims und war wiederum ein Auslöser für den Mendikantenstreit, in welchem die Bettelorden vom Pfarrklerus in ihrer Existenzberechtigung angegriffen wurden.

## Das Wirken der Spiritualen im Franziskanerorden
Laut Herbert Grundmann bleibt es auffällig und erklärungsbedürftig, dass der franziskanische Armutsradikalismus fast nur die romanischen Länder erregte, Italien, die Provence und Spanien, obgleich der Orden sich auch früh in Deutschland und England ausgebreitet hat. Die Frage, warum die Länder nördlich der Alpen für den Armutseifer merkwürdig unzugänglich blieben, wird auch durch nationale Verschiedenheit nicht ohne weiteres verständlich.
Als vereinzeltes Beispiel für spirituales Wirken in Deutschland sei hier Franz von Lautern erwähnt, der um das Jahr 1320 mit Anklagen gegen seine konventualen Mitbrüder auftrat. Diese heftete er in der Form von Briefen an die Domtür in seiner Heimatstadt Speyer. Er warf seinen Mitbrüdern hierbei vor, dass sie nur dem Namen und nicht der Tat nach Minoriten seien. Er beklagte, dass sie der wahren Minoriten Feinde seien und der Orden im Großen und Ganzen verweltlicht war. Franz von Lutra wurde dabei offensichtlich vom Speyrer Bischof unterstützt, der zu dieser Zeit im Streit mit den örtlichen Franziskanern wegen deren päpstlichen Privilegien lag. Interessant hierbei ist ein möglicher Einfluss dieses Streites auf die spätere Auseinandersetzung Ludwigs des Bayern mit dem Papsttum, wie er von Wilhelm Preger beschrieben wird.
Abgesehen vom genannten Einzelbeispiel lässt sich das Wirken der Spiritualen geographisch auf drei Landschaften eingrenzen. Die italienische Mark Ancona, die südfranzösische Provence und die italienische Toskana.

### Die Spiritualen um Angelus Clarenus
In der italienischen Mark Ancona existierte eine Gruppe von Eremiten um Peter „Liberatus“ von Macerata. Die Geschichte dieser Brüder wurde von dem Chronisten Angelus Clarenus in seinen Werken „Historia septem Tribulationem“ und „Epistola excusatoria“ überliefert. Die Brüder standen in Auseinandersetzungen mit ihren konventualen Mitbrüdern. Diese Streitigkeiten lassen sich bis in die Zeit des Generalkonzils von Lyon im Jahr 1247 zurückverfolgen. Generell machte sich ab dieser Zeit eine lockerere Haltung in Bezug auf die Einhaltung der franziskanischen Ordensregel breit. Der Anlass für den Streit bestand in der grundsätzlichen Verweigerung der Eremiten, sich an den täglichen Rundgängen zur Einsammlung von Almosengeldern zu beteiligen, welche in dieser Zeit zur Sitte geworden war. Die Eremiten beharrten auf ihrer Haltung, wonach die Regel des heiligen Franziskus den Evangelien gleichzusetzen sei und leiteten daraus ab, dass man sich ungerechten Befehlen nicht unterwerfen muss. Diese Haltung führte im Lauf der Zeit zu offenen Anfeindungen, die schließlich in ein Verfahren wegen Häresie mündeten und zur Verurteilung zu lebenslanger Kerkerhaft. Dieses Urteil musste zur Abschreckung sogar wöchentlich in allen Konventen verlesen werden.
Im Jahr 1289 wurde der Ordensgeneral Raimund Gaufredi während einer Visitationsreise nach seiner Amtsübernahme auf die Gefangenen in der Mark Ancona aufmerksam. Er tadelte deren Bestrafung scharf und setzte die Gefangenen wieder in Freiheit. Die Brüder selbst wurden vorsorglich auf eine Missionsreise nach Armenien geschickt. Dort gelang es ihnen, den König Hayton II. zum Eintritt in den Franziskanerorden zu bewegen. Aber auch hier sahen sich die Eremiten den Anfeindungen ihrer Mitbrüder ausgesetzt. Daher kehrten sie im Jahr 1293 nach Italien zurück, wo sie schroff und ablehnend empfangen wurden. Im Jahr 1294 wurde den Brüdern dann durch Papst Cölestin gestattet, aus dem Franziskanerorden auszutreten, um ihre eigene Regel zu beachten.
Mit der Amtsübernahme von Papst Bonifaz VIII. verschärften sich die Spannungen dann jedoch. Bonifaz VIII. nahm alle Vergünstigungen, die sein Vorgänger ausgesprochen hatte, zurück. Darunter auch die Sonderstellung für die Brüder um Peter von Macareta. Die Spiritualen im Orden griffen Papst Bonifaz VIII. in dieser Zeit offen an. Inwiefern die Gruppe um Peter „Liberatus“ von Macareta hieran beteiligt war, lässt sich jedoch nicht eindeutig feststellen. Laut der Schilderung des Angelus Clarenus hätten die Eremiten lediglich entsprechend dem päpstlichen Privileg als Einsiedler gelebt. Aufgrund der andauernden Anfeindungen durch ihre ehemaligen Mitbrüder zogen sich die Brüder später auf eine einsame Insel nahe der griechischen Küste bei Achaja zurück. Doch im Jahr 1299 wurden sie vom Patriarchen von Konstantinopel auf Betreiben des Papstes angeklagt und exkommuniziert. Mehrere Brüder versuchten daraufhin zum Papst zu gelangen, um von diesem die Lösung von der Exkommunikation zu erreichen. Dieses Vorhaben wurde aber schließlich durch den Tod des Papstes im Jahr 1303 vereitelt. Die Gruppe wurde in der Folge vor die Inquisition geladen und dabei schwersten Folterungen ausgesetzt. Nach dem Tod von Peter von Macerata wurde Angelus Clarenus zum Anführer der Gruppe gewählt. Die Gruppe selbst gründete schließlich eine eigene Kongregation und stellte sich unter den Schutz des Kardinals Napoleon von Orsini. Allerdings wurden die Eremiten weiterhin bedrängt. Auf dem Konzil von Vienne unter Papst Clemens V. wurde der Streit im Franziskanerorden zugunsten der Spiritualen entschieden. Doch Clemens’ Nachfolger Johannes XXII. bezog sich auf die Exkommunikation, die bereits durch Bonifaz VIII. ausgesprochen worden war. Dies führte dazu, dass Angelus nach Mittelitalien floh und dort einen neuen, unabhängigen Orden gründete, der Clarener oder auch Fraticellen genannt wurde.

### Die südfranzösischen Spiritualen
In der südfranzösischen Provence entstand eine weitere spirituale Strömung. Hier machte der Lektor Petrus Johannis Olivi mit seinem starken Einsatz für die heilige Armut auf sich aufmerksam. Olivi tadelte die Laxheit in der Beachtung der Eigentumsvorschriften durch die Konventualen schonungslos streng. Er sprach dem Papsttum jedes Recht zur Dispension oder Absolution von der Ordensregel ab und auch jegliches Recht etwas zu befehlen, was der Ordensregel widerspreche. Olivi forderte generell einen „usus pauper“ (ärmlichen Gebrauch) der Güter, welcher auch von den Bischöfen aus dem Orden eingehalten werden sollte. Durch seine Gelehrsamkeit und seinen Eifer für die heilige Armut scharte sich eine große Anhängerschaft um ihn, die ihn teilweise wie einen Heiligen verehrte. Olivi gehörte dem Kloster von Béziers an, welches zum Mittelpunkt der südfranzösischen Spiritualen wurde.
Seine leidenschaftliche Gegnerschaft zur Laxheit im Orden führte ab dem Jahr 1282 zu Untersuchungen seiner Schriften. Im Jahr 1284 wurden einige Sätze seiner Schriften verurteilt. Olivi beklagte sich jedoch lediglich darüber, dass er hierzu nicht selbst angehört worden war. Indessen wuchs eine radikale Anhängerschaft, welche seine Lehre im Geheimen mit eigenen apokalyptischen, joachimitischem Orientierungen verband. Diese Anhänger machten mit Tumulten und Aufständen auf sich aufmerksam, für welche dann Olivi verantwortlich gemacht wurde. Es wurden mehrere Untersuchungen über Olivis Lehren durchgeführt. Aber es gelang Olivi stets, die Ankläger von seiner Rechtgläubigkeit zu überzeugen. Nach seinem Tod im Jahre 1298 wurde Olivis Grab zu einer Pilgerstätte für seine Anhänger. Olivis Gegner im Orden ordneten nach seinem Tod an, alle seine Schriften auszuliefern. Dieses Gebot wurde mit aller Strenge durchgeführt und Brüder, die sich weigerten, wurden hart bestraft. Die Verbindung aus den Lehren Olivis und Joachims von Fiore fand besonderen Anklang unter den Angehörigen der Drittordensregel und streunenden Armutsfanatikern, was beispielsweise Anfang des 14. Jahrhunderts zu Verurteilungen des Beginen- und Beghardenwesens führte. Doch die Spiritualen fanden starke Fürsprecher, die den Armutsstreit im Franziskanerorden auf die Tagesordnung des Konzils von Vienne brachten. Papst Clemens V. fällte dort ein Urteil zugunsten der Spiritualen, um den Orden in seiner Gesamtheit zu wahren. Doch die Gegensätze zwischen den Parteien waren zu stark und es kam zu neuerlichen Auseinandersetzungen, wobei sich die südfranzösischen Spiritualen mit Waffengewalt gegen Bedrängungen der konventualen Mehrheit wehrten. Es lag an Papst Johannes XXII. und dem franziskanischen Ordensgeneral Michael von Cesena, diesen Streit zu beenden. Der Papst lud die Spiritualen im Jahr 1317 nach Avignon vor. Hierbei wurden die Spiritualen aus der Provence eingekerkert und der Papst traf mit der Konstitution „Quorandum exigit“ eine Entscheidung, in der die Klärung der strittigen Fragen den Ordensoberen überlassen wurde. In der Folge wurden die eingekerkerten Spiritualen der Inquisition übergeben, wobei vier von ihnen im Jahre 1318 auf dem Scheiterhaufen verbrannt wurden.

### Die Spiritualengruppe um Ubertino di Casale
Eine weitere Gruppe entstand in der italienischen Toskana. Unter Papst Bonifaz VIII. war es zu einer allgemeinen Radikalisierung der Spiritualen gekommen. Eine Gruppe in der Toskana um den Wortführer Ubertino di Casale fiel hier besonders auf. Ubertino di Casale war ein Schüler von Petrus Johannes Olivi. Die toskanischen Spiritualen wehrten sich gegen Papst Bonifaz VIII. mit der Argumentation, die Abdankung des spiritualenfreundlichen Papstes Cölestin V. sei nichtig. Außerdem griffen sie die Päpste Gregor IX. und Nikolaus III. an und bezeichneten diese als Häretiker, da sie sich angemaßt hatten, die Regel des hl. Franziskus zu interpretieren. Die toskanischen Spiritualen reagierten unter dem Druck der Verfolgungen durch die Konventualen mit Aufsässigkeiten und Gewalttaten, was ihnen Bezeichnungen, wie rebellische Brüder und Apostaten einbrachte. Sie wurden aber schließlich durch die konventuale Mehrheit dazu gezwungen, ihre Konvente zu verlassen. Woraufhin sie sich unter den Schutz von sympathisierenden Adligen in Sizilien sammelten und hier den Kern der dortigen Fratizellen bildeten. Die Adligen, die den Spiritualen Schutz gewährten, wirkten ab dem Jahr 1309 verstärkt auf Papst Clemens V. ein. Dieser ließ dann auf dem Konzil von Vienne eine Untersuchung durchführen. Dabei ging es hauptsächlich um die Rechtgläubigkeit der Schriften Olivis. Als Hauptvertreter der Spiritualen trat hier Ubertino di Casale in der Form eines Anklägers gegen die konventuale Ordensmehrheit auf. Die Konventualen mussten nach dem Richtspruch Clemens V. deutliche Zugeständnisse machen. Ubertino wurde später mit den anderen Spiritualen im Jahr 1317 von Papst Johannes XXII. nach Avignon vorgeladen. Da er die Sympathie des Papstes genoss, der ihn zum Eintritt in den Benediktinerorden bewegen wollte, blieb er unbehelligt. Später schloss er sich aber den Michaelisten an und folgte Ludwig dem Bayern wohl auf seinen Italienzug. Ab dem Jahr 1328 verliert sich seine Spur vollends, was Raum für Spekulationen eröffnet. Diese wurden beispielsweise von Umberto Eco in seinem Roman Der Name der Rose verarbeitet.